# Atom Heart Mother
Pour les articles homonymes, voir AHM.
Albums de Pink Floyd
Ummagumma
(1969) Meddle
(1971)
Atom Heart Mother est le cinquième album studio du groupe de rock progressif et psychédélique britannique Pink Floyd. Paru le 2 octobre 1970 sur le label Harvest, il est certifié disque d'or en France.

## Historique

### Contexte
Pink Floyd commence à travailler sur l'album après avoir terminé dans l'aigreur sa contribution à la bande originale du film Zabriskie Point à Rome.  Le groupe retourne à Londres au début de 1970 pour des répétitions. Un certain nombre d'extraits des sessions de Rome sont alors utilisés pour assembler du nouveau matériel pendant ces répétitions, bien que certains d'entre eux, comme The Violent Sequence, qui deviendra plus tard Us and Them, ne seront pas utilisés pendant un certain temps[réf. incomplète].

### Parution et réception
« À l'époque, nous pensions que Atom Heart Mother, comme Ummagumma, était une étape vers quelque chose d'autre. Maintenant, je pense que nous avancions à l'aveuglette dans le noir. »

— David Gilmour, Mojo Magazine, mai 1994
Stanley Kubrick, en 1971, demande la permission d'utiliser l'album pour son film Orange mécanique mais Pink Floyd refuse, non sans regrets, après avoir vu le film.
L'album est remasterisé en 1994 et pour l'occasion sort dans une édition collector limitée contenant, en plus de l'album, une fiche de deux recettes de cuisine : une en anglais qui reproduit un repas de mariage bédouin traditionnel et une en allemand faisant référence à la piste Alan's Psychedelic Breakfast, une recette originale de petit déjeuner français.

## Caractéristiques artistiques

### Analyse des chansons
Cet album, pour certains de ses titres, est encore marqué par le côté psychédélique du groupe, mais s'inscrit résolument dans la dimension progressive du rock.

Il débute par le titre instrumental Atom Heart Mother de plus de vingt-trois minutes. On ne pouvait, à l'époque, faire de pièce de musique plus longue car la face d'un 33 tours durait difficilement plus de vingt-cinq minutes. Atom Heart Mother se distingue des productions floydiennes précédentes par une orchestration complexe et l'utilisation d'instruments classiques tels que des cuivres et des chœurs contemporains. Atom Heart Mother est l'un des très rares morceaux du groupe, à cette époque, à avoir été coécrits avec un membre extérieur, le musicien avant-gardiste Ron Geesin : c'est à lui principalement que l'on doit l'orchestration de ce mélange d'harmonies et de dissonances classiques, de chants quasi-grégoriens (John Alldis Choir) voire « Carl Orffiens », et de rock. 

« C'est un album moyennement enregistré mais l'idée est très intéressante, travailler avec Ron Geesin, un orchestre et le John Aldiss Choir. Roger [Waters] et moi étions assez amis avec Ron. Je pense que je l'ai rencontré par l'intermédiaire de Robert Wyatt. Ce que Ron nous a le plus appris, ce sont les techniques d'enregistrement et toutes ces astuces que l'on fait avec un rien. Nous avons appris à nous passer des « hommes en costards blancs » et faire les choses nous-mêmes à la maison, comme éditer. Ron nous a enseigné comment utiliser deux magnétophones pour créer une boucle d'écho. Cela a été très déterminant pour ce que l'on a fait plus tard. Maintenant, j'écoute cet album avec beaucoup d'émotion car la base du morceau a été faite par Roger et moi, du début à la fin, en une seule fois. Du coup, le tempo monte et descend. C'était une pièce de vingt minutes et nous étions assez contents d'elle. »

— Nick Mason, Mojo Magazine, mai 1994
 Cette composition qui est déjà jouée sur scène en quatuor depuis janvier 1970 sous le titre The Amazing Pudding, ne connaîtra qu'une vingtaine de représentations avec orchestre, dont une en janvier 2012 au Théâtre du Châtelet, sans Pink Floyd mais dirigée par Jean-Jacques Justafré, avec Ron Geesin au piano.
La pièce est également interprétée sur scène en France, en 1972, en fond musical d'un ballet de Roland Petit, avec les membres de Pink Floyd jouant en arrière-plan des danseurs.
La seconde face de l'album comprend trois chansons et un enchevêtrement de sons et de musique instrumentale, les chansons sont de très calmes ballades chantées par chacun des trois musiciens du groupe :
- If, une ballade folk de Roger Waters qui rappelle assez celles de Leonard Cohen ;
- Summer '68, une critique de Richard Wright de l'univers du rock à partir d'une banale histoire de flirt avec une groupie ;
- Fat Old Sun, une composition de David Gilmour douce et onirique, un classique des concerts du groupe où elle dure parfois jusqu'à un quart d'heure, il y joue autant la guitare que la basse et la batterie ;
- Alan's Psychedelic Breakfast est un long morceau alternant musique et bruitages avec de nombreux sons très évocateurs et souvent plutôt drôles produits par un homme prenant son petit déjeuner. Le morceau, très varié, loin d'être languissant, s'étale sur toute la durée du petit déjeuner d'Alan Styles, l'un des roadies de Pink Floyd (qui mourra en décembre 2011 à l'âge de 75 ans[8]) ; c'est également Alan qui fait les bruits et qui parle. Il est l'un des deux ingénieurs du son qui se trouvent sur la photo figurant au dos de la pochette d’Ummagumma, représentant le matériel de musique exposé sur une piste de l'aérodrome de Biggin Hill devant l'un des véhicules du groupe.

« Sur l'autre face, Alan's Psychedelic Breakfast était une autre bonne idée. Les bruits de cuisinière à gaz, les crépitements, les marmites en ébullition, tout ça n'a pas vraiment marché sur le disque mais c'était très amusant à faire. Je n'ai jamais entendu Roger revendiquer ce morceau, ce qui me fait penser que ça devait être une idée de groupe. »

— Nick Mason, Mojo Magazine, mai 1994

### Pochette

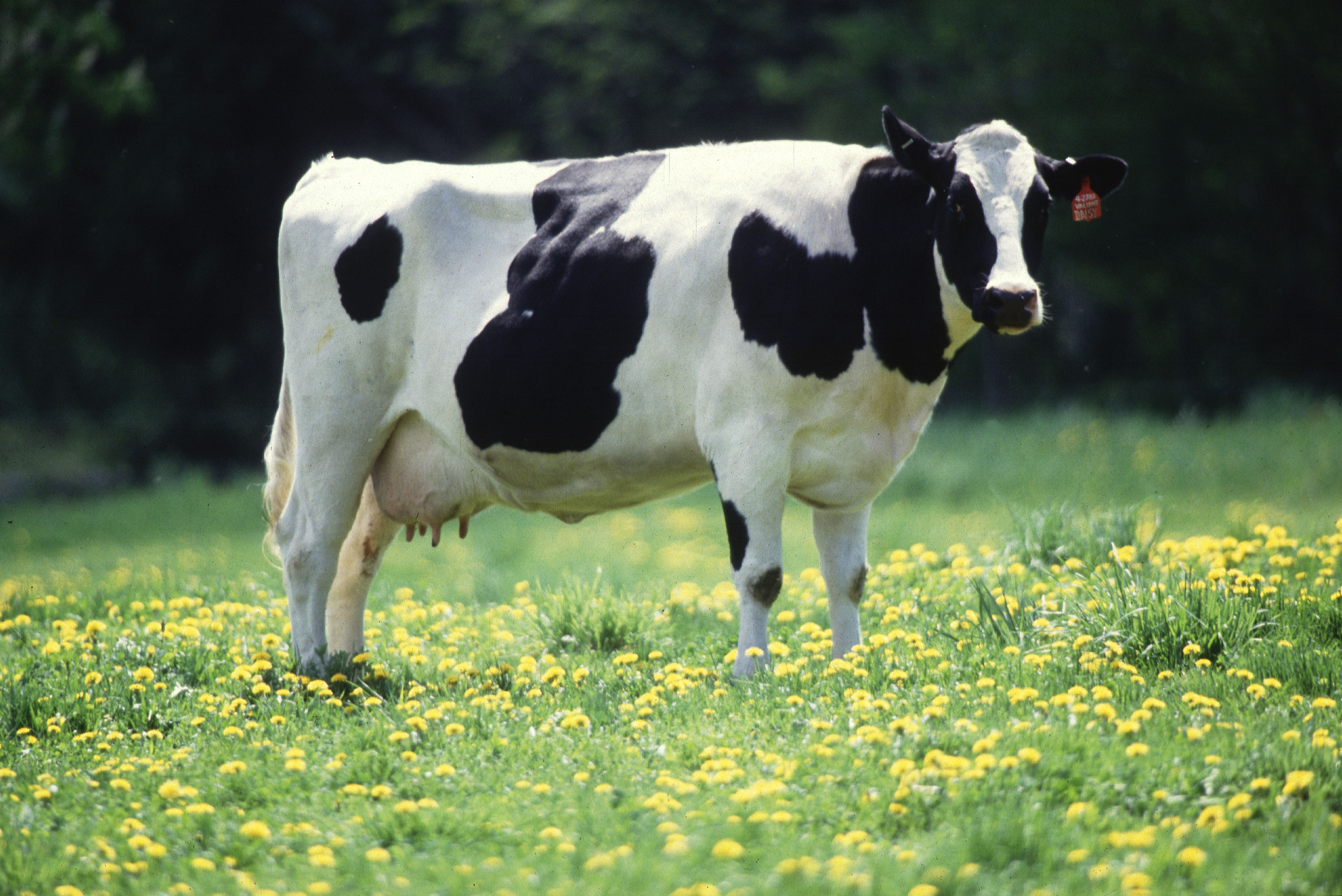
Holstein similaire à celle sur la pochette de l'album.

La pochette de cet album représente une vache nommée Lulubelle III, blanche avec des taches marron, vue de trois quarts arrière, la tête dirigée vers l'objectif, dans une prairie verdoyante. Le nom du groupe n'apparaît pas, ni le titre de l'album (hormis sur certaines versions). Le groupe lui ayant demandé « quelque chose de simple », Storm Thorgerson déclare avoir simplement pris sa voiture et s'être rendu à la campagne, dans l'Hertfordshire, pour photographier la première chose qu'il a vue ; une vache dans un champ.

## Titres
| 1. | Atom Heart Mother - I. Father's Shout - II. Breast Milky - III. Mother Fore - IV. Funky Dung - V. Mind Your Throats Please - VI. Remergence | Geesin, Gilmour, Mason, Waters, Wright | 23:39 |

| 2. | If                                                                                        | Waters                         | 4:31  |
| 3. | Summer '68                                                                                | Wright                         | 5:29  |
| 4. | Fat Old Sun                                                                               | Gilmour                        | 5:24  |
| 5. | Alan's Psychedelic Breakfast - I. Rise and Shine - II. Sunny Side Up - III. Morning Glory | Gilmour, Mason, Waters, Wright | 13:00 |

## Musiciens
- David Gilmour : guitare électrique (1-4), guitare slide (1, 2), guitare steel (4, 5), guitare acoustique (3-5), basse et batterie (5), chant (4)
- Roger Waters : basse (1-3, 5) , guitare acoustique (2), chant (2), effets sonores (1, 5)
- Richard Wright : piano (1-3, 5), orgue Farfisa (1, 4), orgue Hammond (1-5), Mellotron (1), chant (3)
- Nick Mason : batterie (1-3, 5), percussions, effets sonores (1, 5)

### Musiciens additionnels
- Ron Geesin : orchestration
- John Alldis Choir : chœurs
- EMI Pops Orchestra : section de cuivres et orchestration (non créditée)
- Haflidi Hallgrimsson : violoncelle (non crédité)
- Alan Styles : effets sonores et monologues (5)

## Équipe technique
- Pete Brown et Phil McDonald : Ingénieurs du son
- Alan Parsons, John Leckie, John Kurlander et Nick Webb : assistants ingénieurs du son

## Palmarès et certifications

### Palmarès
| Pays        | Durée du classement | Meilleure position | Date             |
| ----------- | ------------------- | ------------------ | ---------------- |
| Allemagne   | 7 semaines          | 8e                 | ?                |
| Canada      | 12 semaines         | 39e                | 26 décembre 1970 |
| États-Unis  | 13 semaines         | 55e                | 26 décembre 1970 |
| France      | 40 semaines         | 11e                | 1970             |
| Italie      | -                   | 5e                 | 1971             |
| Norvège     | 3 semaines          | 13e                | 16 novembre 1970 |
| Pays-Bas    | 10 semaines         | 5e                 | 28 novembre 1970 |
| Royaume-Uni | 18 semaines         | 1er                | 24 octobre 1970  |

| Pays         | Durée du classement | Meilleure position | Date              |
| ------------ | ------------------- | ------------------ | ----------------- |
| France       | 26 semaines         | 4e                 | 16 septembre 2005 |
| Suisse       | 3 semaines          | 81e                | 9 octobre 2011    |
| Espagne      | 1 semaine           | 79e                | 15 avril 2012     |
| Allemagne    | 1 semaine           | 47e                | 30 septembre 2016 |
| Portugal     | 1 semaine           | 47e                | 3 juillet 2017    |
| Belgique (W) | 1 semaine           | 176e               | 25 janvier 2020   |
| Italie       | 51 semaines         | 15e                | 29 septembre 2016 |

### Certifications
| Pays        | Certification | Ventes    | Date            |
| ----------- | ------------- | --------- | --------------- |
| Allemagne   | Or            | 250 000 + | 1990            |
| Autriche    | Or            | 25 000 +  | 10 janvier 1994 |
| États-Unis  | Or            | 500 000 + | 11 mars 1994    |
| France      | Or            | 100 000 + | 1977            |
| Italie      | Platine       | 50 000 +  | 2018            |
| Royaume-Uni | Or            | 100 000 + | 22 juillet 2013 |